# Phalonidia lydiae
Phalonidia lydiae es una especie de polilla del género Phalonidia, categorizada en la tribu Cochylini, de la subfamilia Tortricinae.

## Distribución
Se distribuye por Europa: Rusia, en la ciudad de Ussuriisk.

## Taxonomía
Fue descrita por Filipjev en 1940 y publicada en Trav. Inst. Zool. Acad. Sci. U.R.S.S. 6: 180.